# Luna Vachon
Luna Vachon, geboren als Gertrude Elizabeth Vachon (Montreal, 12 januari 1962 - Florida, 27 augustus 2010), was een Canadees professioneel worstelaarster.

## In worstelen
- Finishers
  - Luna Bomb
  - Luna Eclipse
  - Lunasault

- Signature moves
  - Body slam
  - Charging 180° spinning facebuster
  - Flowing DDT
  - Sitout powerbomb
  - Snake eyes
  - Snap suplex
  - Swinging neckbreaker
  - Testicular claw

- Worstelaars managed
  - Bam Bam Bigelow
  - Bull Nakano
  - David Heath/Gangrel/Vampire Warrior
  - Goldust
  - Oddities
  - Shawn Michaels
  - Tom Nash

## Erelijst
- American Wrestling Federation
  - AWF Women's Championship (1 keer)

- Great Lakes Championship Wrestling
  - GLCW Ladies Championship (1 keer)

- Ladies' Major League of Wrestling
  - LMLW Women's Championship (1 keer)

- Sunshine Wrestling Federation
  - SWF Ladies' Championship (1 keer)

- United States Wrestling Association
  - USWA Women's Championship (1 keer)

- Wild Women of Wrestling
  - WWOW Television Championship (1 keer)